# Idioma murato
El uru-murato, murato o chholo es una lengua originaria de la etnia de los uru-muratos, una etnia de Bolivia que tradicionalmente ha vivido en la región cercana al lago Poopó. Actualmente es una lengua extinta y sólo algunos ancianos recuerdan algunas palabras de su lengua original (2008). Tradicionalmente se ha clasificado como una lengua uru-chipaya, aunque los datos recogidos recientemente muestran que las palabras recordadas por los ancianos incluyen sólo algunas palabras similares al uru-chipaya, junto con un gran número de formas léxicas de origen desconocido.

## Aspectos históricos, sociales y culturales
En la actualidad los uru-muratos hablan aimara, quechua y castellano, con una tendencia de reemplazar el aimara por el quechua. La lengua original no se conoce bien y existen ciertas dudas sobre su clasificación. Un par de estudios, ambos recientes, mencionan algunas palabras de esta lengua. Barragán (1992) y Alavi Mamani (2008) recogen breves listas de vocabulario recordadas por un informante de avanzada edad que recuerda palabras pero no es hablante de la lengua. Un trabajo de campo en 2008 realizado en Puñaca Tinta María, reencontró a un anciano que decía recordar fragmentos en la lengua original, aunque él mismo admite no saber mucho de la lengua.

### Distribución geográfica
Actualmente la mayoría de los uru-muratos vive en tres asentamientos al lado oriental del lago Poopó:
- Llapallapani cerca de Santiago de Huari
- Villañeque cerca de Challapata
- Puñaca cerca de la ciudad de Poopó[3]

### Enlace
- Lenguas de Bolivia (Universidad Radboud de Nimega)  Archivado el 12 de noviembre de 2018 en Wayback Machine.

- Datos: Q5908675